# Карповка (Крым)
Ка́рповка  (до 1948 года Карау́л-Джангора́; укр. Карпівка, крымскотат. Qaravul Canğara, Къаравул Джангъара) — село в Красногвардейском районе Республики Крым, входит в состав Клепининского сельского поселения (согласно административно-территориальному делению Украины — Клепининского сельского совета Автономной Республики Крым).

## Население
| 2001 | 2014 |
| ---- | ---- |
| 1096 | ↘867 |

Всеукраинская перепись 2001 года показала следующее распределение по носителям языка
| Язык             | Процент |
| ---------------- | ------- |
| русский          | 62.68   |
| украинский       | 18.43   |
| крымскотатарский | 17.61   |
| другие           | 0.27    |

### Динамика численности
| - 1805 год — 206 чел. - 1864 год — 29 чел. - 1900 год — 66 чел. - 1915 год — 26/10 чел. - 1926 год — 38 чел. | - 1939 год — 78 чел. - 1989 год — 918 чел. - 2001 год — 1096 чел. - 2014 год — 867 чел. |

## Современное состояние
На 2017 год в Карповке числится 12 улиц; на 2009 год, по данным сельсовета, село занимало площадь 74 гектара на которой, в 351 дворе, проживали 1,1 тысяча человек. В селе действуют общеобразовательная школа, сельский дом культуры, библиотека, отделение Почты России. Село связано автобусным сообщением с райцентром и соседними населёнными пунктами.

## География
Карповка — село в степном Крыму на севере района, у границы с Первомайским районом, высота центра села над уровнем моря — 34 м. Соседние сёла: Ястребовка в 2,5 км на восток и Кремневка в 5 км на юг. Расстояние до райцентра — около 23 километров (по шоссе), там же ближайшая железнодорожная станция Урожайная. Транспортное сообщение осуществляется по региональной автодороге 35Н-230 Кремневка — Клепинино (по украинской классификации — С-0-10619).

## История
Немецкое село Караул-Джангара было основано на месте опустевшей татарской деревни, которая впервые в документах упоминается в Камеральном Описании Крыма… 1784 года, судя по которому, в последний период Крымского ханства Джурзен бочала входила в Бочалатский кадылык Карасубазарского каймаканства. После присоединения Крыма к России (8) 19 апреля 1783 года, (8) 19 февраля 1784 года, именным указом Екатерины II сенату, на территории бывшего Крымского Ханства была образована Таврическая область и деревня была приписана к Перекопскому уезду. После Павловских реформ, с 1796 по 1802 год, входила в Перекопский уезд Новороссийской губернии. По новому административному делению, после создания 8 (20) октября 1802 года Таврической губернии, Караул-Джангара была включена в состав Бозгозской волости Перекопского уезда.
По Ведомости о всех селениях в Перекопском уезде состоящих с показанием в которой волости сколько числом дворов и душ… от 21 октября 1805 года, в деревне Караул-Джангара числилось 28 дворов и 206 жителей крымских татар. На военно-топографической карте генерал-майора Мухина 1817 года деревня Шангара обозначена с 8 дворами. После реформы волостного деления 1829 года Эльгери Джаилак, согласно «Ведомости о казённых волостях Таврической губернии 1829 года», отнесли к Эльвигазанской волости (переименованной из Бозгозской). На карте 1836 года в деревне 16 дворов. Затем, видимо, в результате эмиграции крымских татар, деревня заметно опустела и на карте 1842 года Караул-Джангара обозначена условным знаком «малая деревня», то есть, менее 5 дворов.
В 1860-х годах, после земской реформы Александра II, деревню включили в состав Айбарской волости. В «Списке населённых мест Таврической губернии по сведениям 1864 года», составленном по результатам VIII ревизии 1864 года, Караул-Джангара — владельческая деревня с 4 дворами и 29 жителями при балке Карауле. По обследованиям профессора А. Н. Козловского начала 1860-х годов, вода в колодцах деревни была пресная, а их глубина составляла 10—15 саженей (21—32 м). На трехверстовой карте Шуберта 1865—1876 года селение обозначено, но число дворов не указано. Затем, видимо, вследствие эмиграции крымских татар в Турцию, особенно массовой после Крымской войны 1853—1856 годов, деревня опустела.
Караул-Джангара была возрождена немцами — колонистами в конце XIX века, поскольку вновь упоминается в «…Памятной книжке Таврической губернии на 1892 год», согласно которой на хуторе Караул-Джангара, Александровской волости Перекопского уезда, не входившем ни в одно сельское общество, числилось 1 домохозяйство без жителей. В Памятной книжке Таврической губернии на 1900 год, уже записано селение, находившееся в частном владении некоего Кайзера, состоящее из 2 домохозяйств с 66 жителями при 1370 десятинах земли. По Статистическому справочнику Таврической губернии. Ч.II-я. Статистический очерк, выпуск пятый Перекопский уезд, 1915 год, в деревне Караул-Джангара Александровской волости Перекопского уезда числилось 5 дворов (2 двора с землёй, 3 — безземельные) с немецким населением в количестве 26 человек приписных жителей и 10 — «посторонних», из которых 17 мужчин и 19 женщин. Жители владели 1370 десятинами удобной земли. В хозяйствах имелось 31 лошадь, 124 вола, 18 коров и 21 голова мелкого скота.
После установления в Крыму Советской власти и учреждения 18 октября 1921 года Крымской АССР, в составе Джанкойского уезда был образован Курманский район, в состав которого включили село. В 1922 году уезды получили название округов. 11 октября 1923 года, согласно постановлению ВЦИК, в административное деление Крымской АССР были внесены изменения, в результате которых был ликвидирован Курманский район и село включили в состав Джанкойского. Согласно Списку населённых пунктов Крымской АССР по Всесоюзной переписи 17 декабря 1926 года, в селе Караул-Джангара, Ишуньского (немецкого) сельсовета Джанкойского района, числилось 6 дворов, все крестьянские, население составляло 29 человек, из них 18 украинцев и 11 немцев. В одноимённой артели того же сельсовета — 8 дворов и 9 жителей (2 русских, 6 украинцев и 1 немец); в артели Гатыква (при деревне Караул-Джангара) — 8 дворов и 32 человека, все евреи. Постановлением Президиума КрымЦИКа «Об образовании новой административной территориальной сети Крымской АССР» от 26 января 1935 года был создан немецкий национальный (лишённый статуса национального постановлением Оргбюро ЦК КПСС от 20 февраля 1939 года) Тельманский район (с 14 декабря 1944 года — Красногвардейский) и село включили в его состав. По данным всесоюзной переписи населения 1939 года в селе проживало 78 человек. Вскоре после начала Великой Отечественной войны, 18 августа 1941 года крымские немцы были выселены, сначала в Ставропольский край, а затем в Сибирь и северный Казахстан.
После освобождения Крыма от фашистов, 12 августа 1944 года было принято постановление № ГОКО-6372с «О переселении колхозников в районы Крыма» по которому в район из областей Украины и России переселялись семьи колхозников, а в начале 1950-х годов последовала вторая волна переселенцев из различных областей Украины. С 25 июня 1946 года Караул-Джангара в составе Крымской области РСФСР. Указом Президиума Верховного Совета РСФСР от 18 мая 1948 года, Караул-Джангару переименовали в Карповку. 26 апреля 1954 года Крымская область была передана из состава РСФСР в состав УССР. Время включения в Петровский сельсовет пока не установлено: на 15 июня 1960 года село уже числилось в его составе, на 1968 год — в составе Александровского, на 1 января 1977 года — в. По данным переписи 1989 года в селе проживало 918 человек. С 12 февраля 1991 года село в восстановленной Крымской АССР, 26 февраля 1992 года переименованной в Автономную Республику Крым. С 21 марта 2014 года в составе Крыма аннексирована Россией.